# Khiladiyon Ka Khiladi
Khiladiyon Ka Khiladi ist ein Bollywoodfilm aus dem Jahr 1996, mit Rekha in ihrer ersten Schurkenrolle.

## Handlung
Ajay Malhotra lebt in den USA und gründet mit Hilfe einiger Freunde sein eigenes Orchester. Auch in der Liebe läuft es für ihn gut und er möchte seine Freundin heiraten. Deshalb schickt er seinen Bruder Akshay, der Offizier in der indischen Armee ist, eine Nachricht in die USA zu kommen.
Doch in den USA angekommen, findet er heraus, dass Ajay von der Polizei gesucht wird. Akshays Recherche führen zu Maya, die ihre Ziele mit kriminellen Methoden erreicht. Maya hält Ajay gefangen und lässt ihn erst frei, als er ihr die Beweisstücke eines Verbrechen, an dem sie auch beteiligt war, übergibt.
Akshay arbeitet für Maya, um an seinen Bruder heranzukommen. Jedoch weiß Maya nicht, dass Akshay der Bruder ist. Erst später erfährt sie dies von ihrer kleinen Schwester Priya. Für Maya ist dies ein großer Schock, denn sie hat sich in Akshay verliebt. Akshay jedoch liebt ihre kleine Schwester, die er bereits auf den Weg in die USA kennengelernt hat.
Letztendlich merkt Maya, dass ihre Liebe zu Akshay keine Zukunft hat. Die beiden Brüder finden endlich zusammen und Maya begeht Selbstmord. Endlich kann die Hochzeit von Ajay stattfinden.

## Auszeichnungen
Filmfare Award 1997
- Filmfare Award/Beste Stuntregie an Akbar Bakshi
- Filmfare Award/Beste Nebendarstellerin an Rekha

Star Screen Award (1997)
- Star Screen Award/Bester Schurke an Rekha

## Filmmusik
| Song                           | Sänger/in                     |
| ------------------------------ | ----------------------------- |
| Tu Kaun Hai Tera Naam Kya      | Kumar Sanu, Sadhana Sargam    |
| Aaj Meri Zindagi               | Babul Supriyo, Alka Yagnik    |
| In The Night No Control        | Sumitra                       |
| Itna Mujhe Pata Hai            | Abhijeet, Kavita Krishnamurti |
| Maa Sherawaliye                | Sonu Nigam                    |
| Mera Baba Shahi Fakir          | Bali Brahmabhatt              |
| Tu Waaquif Nahin Meri Deewangi | Kumar Sanu, Sadhana Sargam    |